# Eidoreus minutus
Eidoreus minutus es una especie de coleóptero de la familia Endomychidae.

## Distribución geográfica
Habita en Hawaii.